# Кубок Национальной лиги Англии
Кубок Национальной лиги Англии (англ. The National League Cup), ранее назывался Кубок лиги Конференции англ. Conference League Cup) — соревнование, организованное Национальной лигой Англии для клубов 5-го и 6-го уровня системы футбольных лиг Англии, а также для команд до 21 года, выступающих в Премьер-лиге 2. Турнир регулярно проводился с 1979 по 2001 год.
Кубок лиги Конференции был создан в сезоне 1979/80 и просуществовал в течение двадцати двух сезонов, но после сезона 2000/01 его розыгрыши не проводились несколько лет. Первоначально он был известен как Кубок Боба Лорда, а затем Кубок Спалдинг с сезона 1995/96 по сезон 2000/01, в сезоне 2007/08 кубок был переименован в Кубок вызова Футбольной конференции, спонсором которого стала ирландская телевещательная компания Setanta Sports. В таком виде прошёл только один розыгрыш турнира.
При передаче спонсорства Футбольной конференции компании Blue Square в начале сезона 2007/08, через два года, было решено вновь проводить розыгрыш в том же сезоне. 23 июня 2009 года компания Setanta Sports прекратила свои спонсорские обязанности. Без спонсоров турнир был отправлен в бессрочный отпуск с сезона 2009/10.
Кубок лиги Конференции является прототипом Кубка Футбольной лиги и Трофея Футбольной лиги, которые проводятся на профессиональном уровне. Кубок лиги Конференции был не очень популярен среди болельщиков и в целом рассматривался как второстепенное соревнование после Трофея Футбольной лиги.

## Формат
Розыгрыш Кубка лиги Конференции проводился по олимпийской системе на выбывание (плей-офф). Пары на каждый раунд определяются случайным образом в результате жеребьёвки, которая проводилась перед каждым раундом, после завершения запланированных матчей предыдущего раунда. В процессе жеребьёвки также определялись хозяева поля в предстоящих матчах. В Кубке лиги Конференции существовала минимальная форма посева, в том, что члены более высокого уровня, т. е. члены Национальной Конференции, которые вступали в турнир на более позднем этапе. В кубке число участников было ограничено 68 клубами.
В первых трёх раундах участвовали исключительно команды из Северной и Южной конференций, в результате оставалось 8 команд, к которым присоединяются команды из Национальной конференции. В матче определялся победитель после 90 минут игры, в случае ничьей матч продолжался в дополнительное время, а если победитель не выявлен, он определяелся в ходе серии пенальти. Первый раунд проходил в октябре, это было сделано для того чтобы снизить нагрузку для команд, участвующих в Кубке Англии и Трофее Футбольной лиги.

### Победители
| Сезон   | Победитель             | Финалист               |
| ------- | ---------------------- | ---------------------- |
| 1979/80 | Нортвич Виктория       | Олтрингем              |
| 1980/81 | Олтрингем              | Кеттеринг Таун         |
| 1981/82 | Уэймут                 | Энфилд                 |
| 1982/83 | Ранкорн                | Скарборо               |
| 1983/84 | Скарборо               | Барнет                 |
| 1984/85 | Ранкорн                | Мейдстон Юнайтед       |
| 1985/86 | Стаффорд Рейнджерс     | Барнет                 |
| 1986/87 | Кеттеринг Таун         | Хендон                 |
| 1987/88 | Хорвич РМИ             | Уэймут                 |
| 1988/89 | Барнет                 | Хайд Юнайтед           |
| 1989/90 | Йовил Таун             | Киддерминстер Харриерс |
| 1990/91 | Саттон Юнайтед         | Барроу                 |
| 1991/92 | Уиком Уондерерс        | Ранкорн                |
| 1992/93 | Нортвич Виктория       | Уиком Уондерерс        |
| 1993/94 | Маклсфилд Таун         | Йовил Таун             |
| 1994/95 | Бромсгров Роверс       | Кеттеринг Таун         |
| 1995/96 | Бромсгров Роверс       | Маклсфилд Таун         |
| 1996/97 | Киддерминстер Харриерс | Маклсфилд Таун         |
| 1997/98 | Моркам                 | Уокинг                 |
| 1998/99 | Донкастер Роверс       | Фарнборо Таун          |
| 1999/00 | Донкастер Роверс       | Кингстониан            |
| 2000/01 | Честер Сити            | Кингстониан            |
| 2001/04 | не проводился          | не проводился          |
| 2004/05 | Уокинг                 | Стейлибридж Селтик     |
| 2005/07 | не проводился          | не проводился          |
| 2007/08 | Олдершот Таун          | Рашден энд Даймондс    |
| 2008/09 | Телфорд Юнайтед        | Форест Грин Роверс     |